# دانسفهان
دانسفهان 
(به تاتی ایران: دُنسبون) از شهرهای استان قزوین و از توابع شهرستان بوئین زهرا است. دانسفهان در دامنه رشته کوه رامند در تقاطع شاهراه حیاتی کشور در کیلومتر ۱۵۰ جاده تهران به همدان و کیلومتر ۴۶۰ جاده اصفهان به تبریز واقع گردیده است.
دانسفهان تا قبل از سال ۱۳۴۱ روستایی با بافت سنتی بود، این شهر در زمین‌لرزه ۱۳۴۱ بوئین‌زهرا به‌طور کلی ویران شد، پس از زمین‌لرزه دانسفهان نو در نزدیکی روستای ویران شده به صورت مدرن و شطرنجی ساخته شد و در سال ۱۳۴۳ به مردم دانسفهان تحویل داده شد.
مردم دانسفهان به زبان تاتی سخن می‌گویند.
زبان تاتی از خانواده زبان‌های ایرانی شاخه زبان‌های شمال غربی است که با زبان‌های
تالشی، طبری، فارسی، گیلکی و لری شباهت‌های بسیار دارد.
برخی از پژوهشگران ایرانی و خارجی معتقدند زبان تاتی باقیمانده زبان پهلوی، زبان رسمی حکومت ساسانیان است.
برخی محققان می‌گویند که زبان قوم تات ریشه در زبان زرتشتیان و کتاب اوستا دارد که قدمتی بیش از یازده هزارسال دارد
دانسفهان امروزه مرکزیت تجاری مهمی بین شهرهای منطقه دارد.

## زبان
مردم شهر دانسفهان به زبان تاتی صحبت می‌کنند.